# Mustelus widodoi
Mustelus widodoi es una especie de tiburón de la familia Triakidae, que habita en las costas de Bali e Indonesia en general en el Pacífico occidental.